# Agression

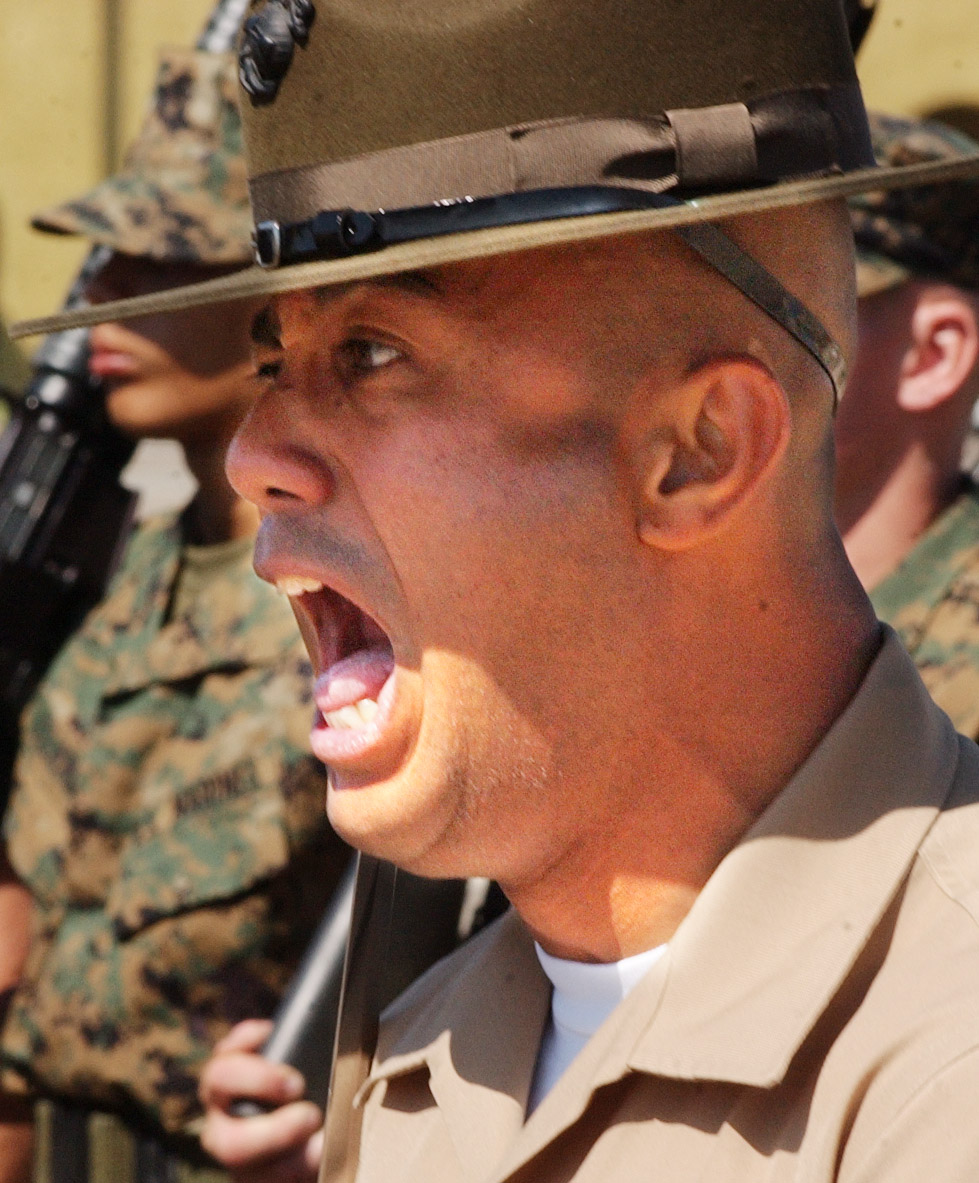
L'agression peut aussi être verbale comme ici lors d'un entraînement militaire.

Le terme agression dérive du latin adgredi signifiant « aller vers », « attaquer », « marcher de l'avant ». Le mot désigne d'une manière générale tout comportement, d'attaque ou d'opposition, non provoqué qui s'exprime avec violence et brutalité. L'agression peut être éventuellement précédée de manifestations de provocation, ainsi que résulter d'une action préméditée. En sciences sociales et comportementales, l'agression définit une atteinte à l'intégrité physique (agression physique) ou psychologique des personnes (agression verbale).
L'agression vise à causer des dommages ou instaurer une domination dans un contexte relationnel, social ou international. Le comportement défensif ou prédateur chez différentes espèces ne peut être considérée comme une agression dans un sens similaire du terme.
Le comportement assertif ou la doctrine de la non violence visent à empêcher ou à réduire les comportements agressifs.

## Description
Il existe deux catégories d'agression communément distinguées. La première inclut l'agression affective (émotionnelle) et hostile ou de vengeance, et l'autre inclut l'agression avec pré-méditation. Un nombre de classifications et de dimensions de l'agression ont été suggérées. Elles dépendent du type d'agression, à savoir si cette dernière est physique ou verbale ; peu importe le cas, elle implique une agression de type relationnel ; peu importe si le mal est intentionnel ou non ; peu importe si elle est effectuée pacifiquement ou avec agressivité ; et peu importe si l'agression est effectuée directement ou indirectement. Elle peut également être associée aux émotions de type agressives (ex. la colère) et des états psychologiques (ex. impulsivité, hostilité). L'agression peut être une réponse émotionnelle aux facteurs sociaux ou non, et peut avoir une relation avec le stress. Elle peut également être utilisée pour intimider.

## Éthologie

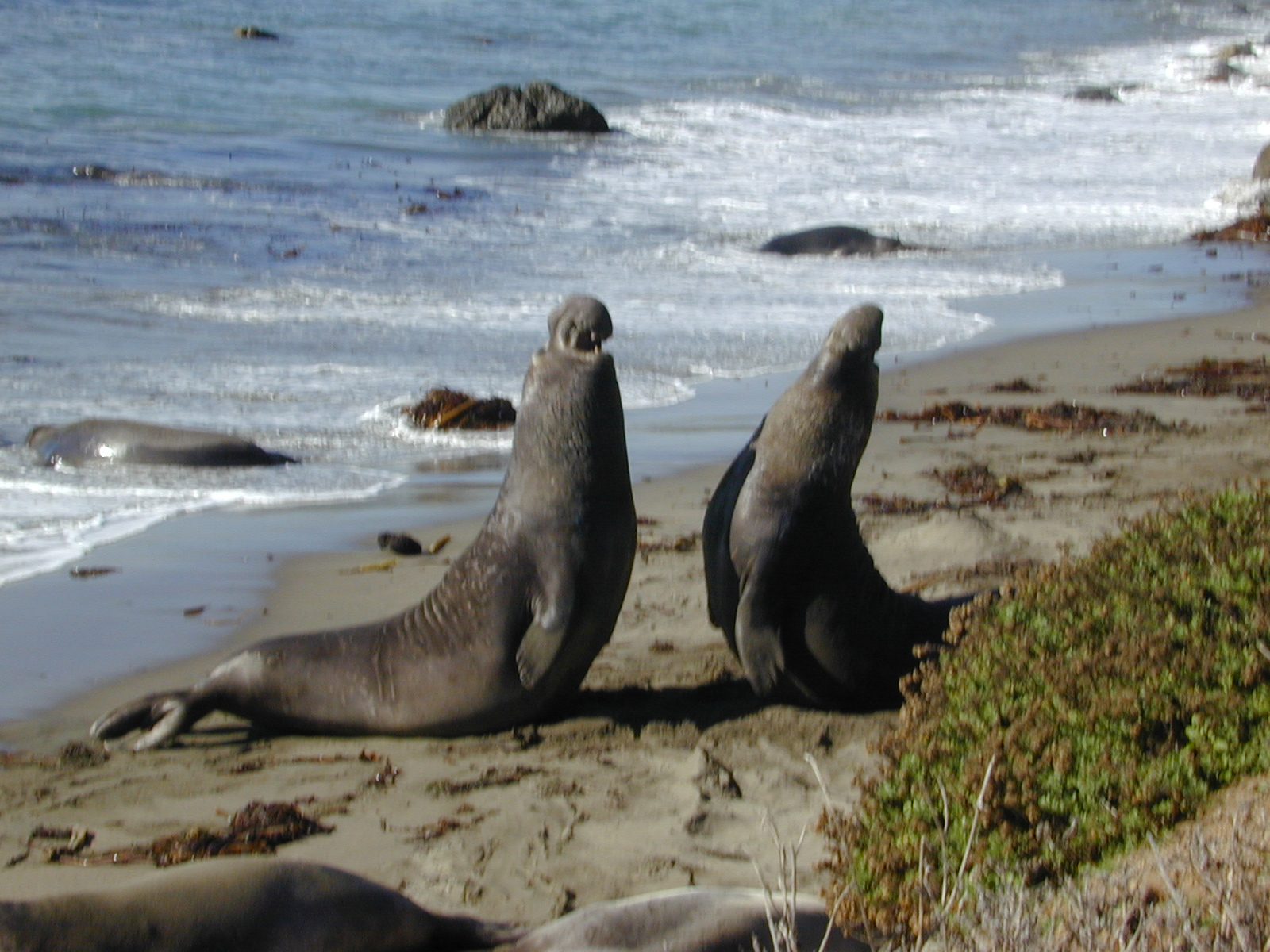
Deux éléphants de mer en train de combattre.

Des études relatent l'agression et l'évolution des animaux dans leur milieu naturel. Dans un tel milieu, l'agression peut s'effectuer physiquement (morsures, coups), mais la majorité des conflits proviennent de menaces et d'intimidations qui ne causent en général aucun dommage physique. Cette forme d'agression peut inclure l'usage du poids corporelle, des griffes ou des dents ; des signaux habituels qui se lisent sur l'expression faciale ; la tonalité vocale ; la sécrétion de fluides défensifs ; et le changement de couleur. Le terme de comportement agonistique est souvent utilisé pour désigner ces types de comportement.
La majorité des éthologues pensent que l'agression possède un certain avantage. Elle aiderait un animal à conquérir un territoire, dont des ressources comme l'eau et la nature. L'agression entre mâles permet souvent de déterminer le plus dominant. L'agression peut également être un moyen pour se défendre ou défendre sa progéniture.

## Chez les humains
Les humains partagent les mêmes aspects de l'agression que les animaux non humains, et possèdent des aspects spécifiques et la complexité similaire liée à des facteurs génétiques, développementaux, environnementaux, sociaux, culturels ou moraux.

### Culture
La culture joue un rôle important dans l'histoire de l'agression. Les sociétés tribales vivant en dehors de la civilisation moderne actuelle ont souvent été décrites comme des « bons sauvages » ou d'une manière alternative des « bêtes sauvages » et « brutales ». Les Kung étaient désignés comme un « peuple pacifique » dans les ouvrages d'Elizabeth Marshall Thomas en 1958, tandis que Lawrence Keeley, dans son ouvrage War Before Civilization, explique que les guerres sans technologie moderne ont été conduites par plusieurs types de groupes à travers l'histoire, dont les natifs américains. Des études de chasseurs-cueilleurs montrent différents types d'agression dans la société. En général, l'agression, le conflit et la violence sont souvent présents, mais la confrontation directe est généralement évitée et les conflits surviennent habituellement par méthodes verbales et non verbales.
Certains étudiants pensent que des attitudes violentes comme l'agression peuvent partiellement survenir en regardant ou imitant le comportement des autres. Certains étudiants concluent que les médias jouent un petit rôle dans l'agression; cependant, certaines études mettent en cause ce point de vue . Une étude sur la jeunesse ne démontre aucune relation à long terme entre les jeux vidéo et la violence chez les jeunes individus. Une autre étude suggère que les jeux vidéo violents auraient un léger impact dans l'agression. L'auteur explique qu'il n'existerait aucun lien entre l'agression et les jeux vidéo violents. Cependant, une autre étude démontre le contraire. Une étude suggère que les adultes (parents) souffrant de symptômes dissociatifs liés au trouble de stress post-traumatique laisseraient plus facilement leurs enfants s'exposer aux programmes et aux jeux vidéo violents.

### Enfants

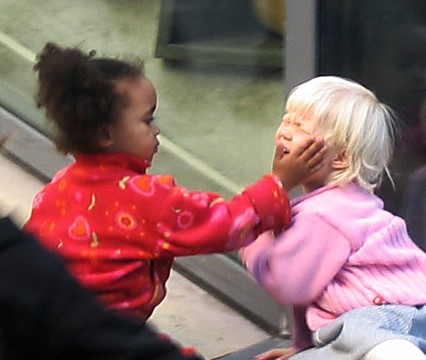
Une petite fille donne une claque ; une autre petite fille la reçoit.

Le pic d'agression physique chez les enfants se situe aux alentours de 2–3 ans. Elle décline en moyenne au fur et à mesure,. Cependant, il existe des enfants qui n'acquièrent aucune capacité nécessaire dans le développement de l'agression physique. La punition corporelle comme la fessée peut augmenter les risques d'agression chez l'enfant.
Une expérience nommée expérience de la poupée Bobo a été menée par Albert Bandura en 1961. Dans cette étude, Bandura découvre que les enfants exposés à un modèle adulte agressif tendent à être plus agressifs, contrairement aux enfants qui ont été exposés à un modèle adulte non agressif. Cette expérience montre que quelqu'un entrant en contact avec un enfant peut avoir un impact sur sa manière d'agir.

### Différence entre sexes
Le sexe joue un grand rôle chez les humains et animaux non humains. Les hommes tendent généralement plus vers l'agression physique que les femmes dès le plus jeune âge,, et les hommes commettent principalement plus de meurtres (Buss, 2005). C'est la plus grande différence qui sépare les deux sexes, et ce type de comportement est trouvé parmi les différents âges et différentes cultures. Cependant, une étude empirique montre que l'agression entre les garçons et les filles est particulièrement prononcée dès le jeune âge, et modérée durant l'âge adulte. Les hommes expriment plus aisément la violence physique que les femmes. Dans les formes d'agression non directes, plutôt relationnelles ou verbales, certains scientifiques expliquent que les femmes sont plus facilement exposées à ce type d'agression et s'expriment rarement physiquement,,.
Des études montrent que les femmes ont un meilleur contrôle de leurs émotions contrairement aux hommes. Bien que les femmes n'adoptent aucune agression physique, elles peuvent s'exprimer d'une manière alternative par des moyens non physiques. La façon dont les femmes expriment leur agressivité dépend de la culture.

### Situations
Il existe un lien entre l'abus d'alcool et l'agression. Les individus qui prônent la violence à la suite de la consommation d'alcool s'exposent à un haut risque d'agressivité. L'alcool rend habituellement moins conscient les individus qui le sont habituellement (MacDonald et al. 1996).
La douleur et la gêne peuvent également déclencher une agression. Mettre sa main dans de l'eau bouillante peut causer une réponse agressive. Les températures chaudes seraient un facteur de l'agression comme démontrées dans de nombreuses études. Des étudiants ont été aperçus plus agressifs et irritables lorsqu'ils faisaient un contrôle dans une classe à haute température (Anderson et al. 1996, Rule, et al. 1987). Des individus conduisant sans air climatisées adopteraient un comportement plus agressif sur la route (Kenrick & MacFarlane 1986). La frustration est une autre cause majeure de l'agression. La théorie de la frustration-agression explique que l'agression s'accroît lorsqu'un individu se sent bloqué dans son but (Aronson et al. 2005). Une frustration inattendue peut également être un facteur.